# Altan
Altan es una banda de música folk irlandesa formado en el Condado de Donegal en 1987 por la vocalista líder Mairéad Ní Mhaonaigh y su marido Frankie Kennedy (1955-1994) . 
Proporcionaron una amplia colección de canciones en lengua gaélica y estilos instrumentales de Donegal al público de todo el mundo, y siguen siendo uno de los grupos de música tradicional irlandesa más importantes del mundo con más de un millón de discos vendidos. 
Fueron el primer grupo folk contratados por una gran discográfica cuando firmaron con Virgin Records en 1994. Altan han establecido un gran número de seguidores en Irlanda, Reino Unido, el resto de Europa, así como en Estados Unidos, Canadá e incluso en Japón. Han trabajado con un gran número de músicos conocidos como Dolly Parton, Enya, The Chieftains, Bonnie Raitt, Alison Krauss y muchos otros.

## Discografía

### Álbumes de Frankie Kennedy y Mairéad Ní Mhaonaigh
- Ceol Aduaidh (Music of the North) (1983)
- Altan (1987)

### Álbumes de Altan

#### Álbumes de estudio de Altan
- Horse with a Heart (1989)
- The Red Crow (1990)
- Harvest Storm (1992)
- Island Angel (1993)
- Blackwater (1996)
- Runaway Sunday (1997), que contenía su popular versión de "Gleanntáin Ghlas' Ghaoth Dobhair", una canción escrita por el padre de Mairéad y un favorito en todas sus actuaciones en vivo.
- Another Sky (2000)
- The Blue Idol (2002)
- Local Ground (2005)
- 25th Anniversary Celebration (2010) (recopilación de grabaciones de estudio de material previo (más una nueva canción) con arreglos orquestales).
- Gleann Nimhe - The Poison Glen (2012)
- The Widening Gyre (2015)
- The Gap Of Dreams (2018)

#### Álbumes en directo de Altan
- The Best of Altan (1997)

#### Recopilatorios de Altan
- The First Ten Years (1986–1995) (1995)
- The Best of Altan (1997)
- Altan's Finest (2000)
- Once Again 1987–93 (2000)
- The Best of Altan: The Songs (2003)

#### Recopilatorios en directo de varios artistas con Altan
- Cambridge Folk Festival - A Celebration of Roots Music 1998-99 (2000)[7]
- Cool as Folk (2007)[7]

### Álbumes en solitario
Algunos miembros de Altan, además de grabar discos en solitario, han aparecido como invitados en discos de otros artistas.

#### Dáithí Sproule
- A Heart Made of Glass (1995)
- The Crow in the Sun (2007)
- Lost River, Vol. 1 (15 de agosto de 2011)

#### Ciarán Tourish
- Down The Line (2005)

#### Mairéad Ní Mhaonaigh
- Imeall (2009)

#### Dermot Byrne
- Dermot Byrne and Floriane Blancke (2012) (álbum de duetos con la arpista, violinista, pianista y cantante francesa Floriane Blancke)

#### Martin Tourish
- Under A Red Sky Night (2014, Claddagh Records)[8]